# The Essential Iron Maiden
A The Essential Iron Maiden a brit Iron Maiden 2005-ben megjelent válogatáslemeze, melyet a Sanctuary/Columbia adott ki. A lemez Észak-Amerikában a Sony Music Entertainment The Essential sorozatában jelent meg. A két CD-t tartalmazó kiadvány a zenekar legnagyobb slágereit tartalmazza, mely az együttes 25 éves karrierjét hivatott összefoglalni. A két korongra fordított sorrendben kerültek fel a dalok, azaz az első lemez a 2003-as Dance of Death album két dalával indul, míg a második lemez az 1980-as debütáló album három dalával ér véget.

## Számlista

### CD 1
1. Paschendale (Adrian Smith, Steve Harris) – 8:26
  - Album: Dance of Death (2003)
2. Rainmaker (Bruce Dickinson, Dave Murray, Harris) – 3:48
  - Album: Dance of Death (2003)
3. The Wicker Man (Dickinson, Smith, Harris) – 4:35
  - Album: Brave New World (2000)
4. Brave New World (Dickinson, Murray, Harris) – 6:18
  - Album: Brave New World (2000)
5. Futureal (Blaze Bayley, Harris) – 2:56
  - Album: Virtual XI (1998)
6. The Clansman (Harris) – 8:59
  - Album: Virtual XI (1998)
7. Sign of the Cross (Harris) – 11:16
  - Album: The X Factor (1995)
8. Man on the Edge (Bayley, Janick Gers) – 4:11
  - Album: The X Factor (1995)
9. Be Quick or Be Dead (Dickinson, Gers) – 3:23
  - Album: Fear of the Dark (1992)
10. Fear of the Dark (élő) (Harris) – 7:52
  - Album: Rock in Rio (2002); eredetileg: Fear of the Dark (1992)
11. Holy Smoke (Dickinson, Harris) – 3:47
  - Album: No Prayer for the Dying (1990)
12. Bring Your Daughter...To the Slaughter (Dickinson) – 4:43
  - Album: No Prayer for the Dying (1990)
13. The Clairvoyant (Harris) – 4:26
  - Album: Seventh Son of a Seventh Son (1988)

### CD 2
1. The Evil That Men Do (Dickinson, Smith, Harris) – 4:34
  - Album: Seventh Son of a Seventh Son (1988)
2. Wasted Years (Smith) – 5:06
  - Album: Somewhere in Time (1986)
3. Heaven Can Wait (Harris) – 7:20
  - Album: Somewhere in Time (1986)
4. 2 Minutes to Midnight (Dickinson, Smith) – 6:00
  - Album: Powerslave (1984)
5. Aces High (Harris) – 4:29
  - Album: Powerslave (1984)
6. Flight of Icarus (Dickinson, Smith) – 3:51
  - Album: Piece of Mind (1983)
7. The Trooper (Harris) – 4:12
  - Album: Piece of Mind (1983)
8. The Number of the Beast (Harris) – 4:52
  - Album: The Number of the Beast (1982)
9. Run to the Hills (Harris) – 3:54
  - Album: The Number of the Beast (1982)
10. Wrathchild (Harris) – 2:55
  - Album: Killers (1981)
11. Killers (Di'Anno, Harris) – 5:01
  - Album: Killers (1981)
12. Phantom of the Opera (Harris) – 7:06
  - Album: Iron Maiden (1980)
13. Running Free (élő)(Di'Anno, Harris) – 8:44
  - Album: Live After Death (1985); eredetileg: Iron Maiden (1980)
14. Iron Maiden (élő) (Harris) – 4:54
  - Album: Death on the Road (2005); eredetileg: Iron Maiden (1980)

## Közreműködők
- Paul Di'Anno – Ének (CD 2- Szám: 10-12)
- Bruce Dickinson – Ének (CD 1-Szám: 1-4, 9-13; CD 2-Szám: 1-9, 13-14)
- Blaze Bayley – Ének (CD 1- Szám: 5-8)
- Dave Murray – Gitár (Összes szám)
- Dennis Stratton – Gitár (CD 2- Szám: 12)
- Adrian Smith – Gitár (CD 1- Szám: 1-4,13; CD 2- 1-11; 13-14)
- Janick Gers – Gitár (CD 1- Szám: 1-12)
- Steve Harris – Basszusgitár, Producer (Összes szám)
- Clive Burr – Dob (CD 2- Szám: 8-12)
- Nicko McBrain – Dob (CD 1- Összes szám; CD 2 Szám: 1-7; 13-14)
- Martin Birch – Producer
- Simon Fowler – Fotó
- Lonn Friend – jegyzetek
- Nigel Green – Producer
- Michael Kenney – billentyűs hangszerek
- Will Malone – Producer
- Dimo Safari – Borítófotó
- Kevin Shirley – Producer, hangmérnök, maszter, keverés
- Howie Weinberg – Maszter